# Mikadonius japonicus
Mikadonius japonicus is een keversoort uit de familie zwamspartelkevers (Melandryidae). De wetenschappelijke naam van de soort werd in 1960 gepubliceerd door Hayashi.